# Respirazione (metabolismo energetico)
La respirazione è un processo biochimico del metabolismo energetico degli organismi aerobici e anaerobici, attraverso il quale l'ossidazione dei composti organici si completa con la riduzione (ovvero un'addizione di elettroni): all'ossigeno per quanto riguarda i processi di respirazione aerobica, o ad altro composto o elemento (per esempio usando come accettori finali di elettroni NO3-, SO42- o CO32-) per quanto riguarda i processi di fermentazione e di respirazione anaerobica.
Il metabolismo energetico aerobico consuma ossigeno e produce biossido di carbonio, ovvero anidride carbonica; in tale processo si possono distinguere due fasi: la respirazione esterna, in cui l'ossigeno ambientale viene assunto, e la respirazione cellulare. 

## Metabolismo aerobico

### Respirazione cellulare

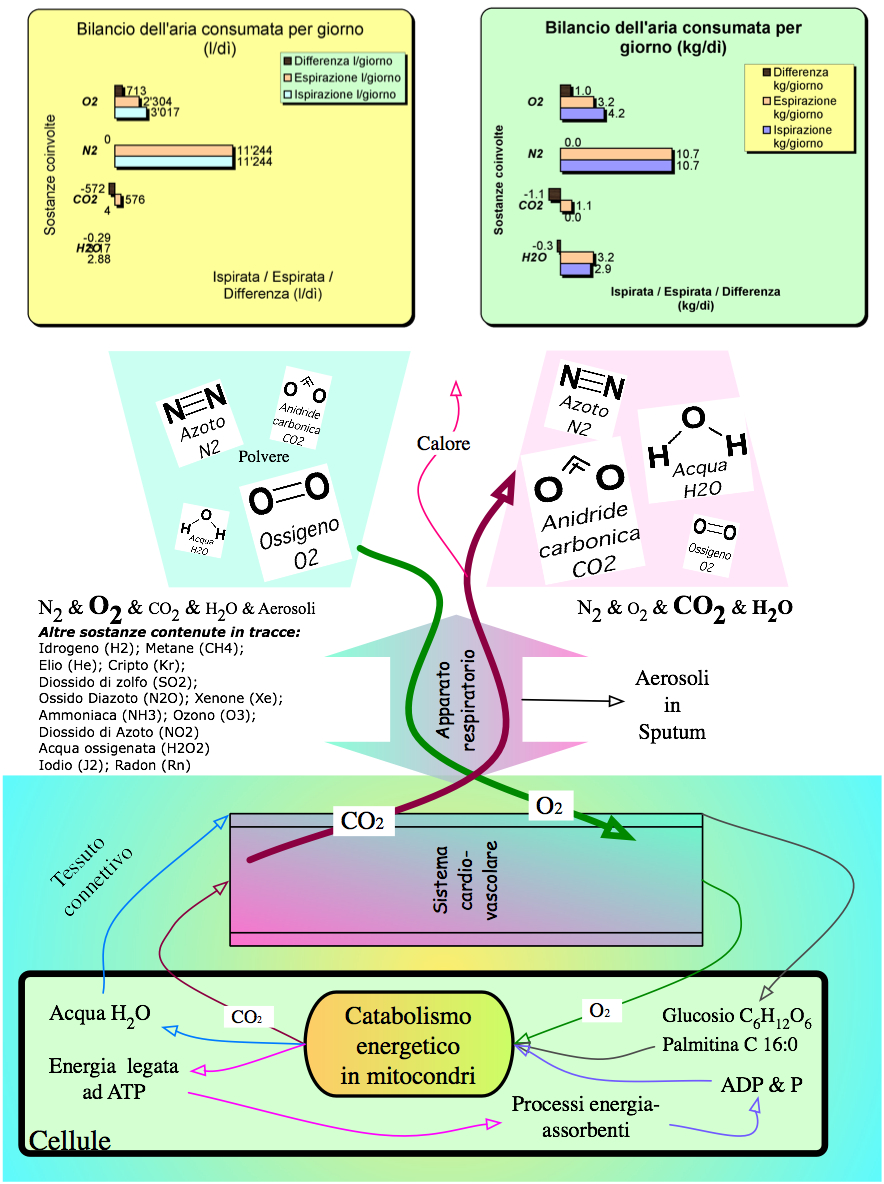
Metabolismo respiratorio aerobico

La respirazione cellulare permette di ricavare molecole energetiche (ATP) e calore a partire da carboidrati, lipidi o altri metaboliti. Ad esempio, a partire da una mole di glucosio e sei moli di ossigeno si ottengono sei moli di CO2, sei moli di H2O e 686 kcal di cui il 40% è trasformato in ATP (266 kcal o 38 moli di ATP). Questo avviene in due fasi: 
- fase anaerobica o extramitocondriale (glicolisi) (in assenza di O2);
- fase aerobica o mitocondriale (in presenza di O2), che a sua volta si suddivide in ciclo di Krebs e catena citocromica.

### Respirazione esterna
Ci sono numerosi modi per far diffondere l'ossigeno nei tessuti. Lo scambio gassoso può avvenire internamente all'individuo o in prossimità della sua superficie esterna. In genere, più è alto il livello metabolico e la complessità dell'animale più la respirazione tende ad essere interna. Anche le dimensioni giocano un ruolo nel tipo di respirazione, dimensioni più ridotte possono essere associate ad una respirazione epidermica o per diffusione tracheale.